# Саліха Себкаті Султан
Саліха Себкаті-султан (бл. 1680 — 1739) — наложниця султана Османської імперії Мустафи II, мати султана Махмуда I, хасекі-султан, пізніше валіде-султан.

## Біографія
Була грецького походження. 2 серпня 1696 року народила майбутнього Османського султана шехзаде Махмуда. В 1730 році її син став 24-им Османським Султаном, а сама Саліха отримала статус Валіде Султан. Із 24-ох річного правління сина прожила тільки  9 років. Не стало Саліхи Себкаті в 1739 році, похована в Єні-Джами, гробниці  Турхан Султан.